# Guido I da Fogliano

Stemma dei Da Fogliano.

Guido I da Fogliano (Reggio nell'Emilia, ... – Reggio nell'Emilia, 1230) è stato un nobile italiano.

## Biografia
Figlio di Alberto, console nel 1180 del comune di Reggio Emilia, è considerato il capostipite della nobile famiglia Da Fogliano.
Feudatario del feudo di Baiso, dal 1206 al 1209 ricoprì la carica di console della Repubblica di Reggio. In questo anno rese omaggio nel castello di Salvaterra a Ottone IV durante il viaggio verso Roma dove il 4 ottobre fu incoronato da papa Innocenzo III imperatore del Sacro Romano Impero.
Fondò assieme alla moglie l'ospedale di Sant'Antonio in Reggio. 
Morì nel 1230.

## Discendenza
Guido sposò Verde Fieschi, sorella di Sinibaldo, che divenne papa nel 1243 col nome di Innocenzo IV. Iniziava così per la famiglia Fogliani, passata dalla parte guelfa, il predominio sugli altri feudatari del territorio, incamerando la parte reggiana dei beni di Matilde di Canossa.
Ebbero sei figli:
- Guido (1220?-1286?), podestà di Reggio
- Ugolino (?-1277), fu podestà di Perugia e di Cremona
- Matteo (?-1277)
- Guglielmo (1220 ca-1283), vescovo di Reggio Emilia
- Bonifazio (?-1270), religioso
- Tommaso, (?-1279), uomo d'armi